# Революційний комітет
Революці́йний коміте́т (ревком) — тимчасовий надзвичайний орган Радянської влади, який існував у період Громадянської війни в Росії, боротьби з національно-визвольними рухами та зовнішнього військового втручання країн Антанти та Центральних держав 1918–1921 років. Зосереджував всю громадянську та військову владу. В організації його діяльності був використаний досвід військово-революційного комітету часів жовтневого перевороту 1917 року.
| Ревком           | Створено      | Ліквідовано   |
| ---------------- | ------------- | ------------- |
| Всеукраїнський   | грудень 1919  | лютий 1920    |
| Білоруський      | листопад 1918 | грудень 1920  |
| Азербайджанський | квітень 1920  | травень 1921  |
| Вірменський      | листопад 1920 | травень 1921  |
| Башкирський      | березень 1919 | липень 1920   |
| Киргизький       | липень 1919   | жовтень 1920  |
| Сибірський       | серпень 1919  | грудень 1925  |
| Грузинський      | лютий 1921    | березень 1922 |
| Дагестанський    | квітень 1920  | грудень 1921  |

Окрім головних, існували також губернські, повітові, міські, волосні та сільські ревкоми. 2 січня 1920 року Рада робітничої та селянської оборони постановила ліквідувати губернські та повітові ревкоми.
У Вірменії та Грузії, де радянська влада була встановлена тільки на початку 1920 року, ревкоми створювались і в 1921 році. Сибірський ревком функціонував до грудня 1925 року, в деяких районах Чечні ревкоми вводились і пізніше, наприклад в 1926 році.

## ВРК та революційні комітети в Україні
У період громадянської війни ВРК і РК організовували боротьбу проти т. зв. зовнішньої (див. Австро-німецьких військ контроль над територією України 1918, Антанти військова присутність на півдні України 1918—1919, Польсько-українська війна (1918—1919)) і внутрішньої (див. Українська Народна Республіка, Українська Держава, Добровольча армія 1919—1920, режим Врангеля на Півдні України 1920) контрреволюції. Після відновлення радянської влади на місцях вони спільно із загонами ВУЧК, комітетами бідноти та робітничими продовольчими загонами діяли як апарат примусу. РК (ревкоми) створювалися вищими радянськими або комуністичними партійними інституціями. Очолювали їх, як правило, комуністи. ВРК поділялися територіально: на Всеукраїнський, губернські, міські, повітові, волосні й сільські, в армії — на фронтові, армійські, корпусні, дивізійні й полкові. Наприкінці 1917 — початку 1918 в містах України діяло 30 ВРК та РК, у волостях і селах — бл. 80.
1920 в Україні, окрім Всеукраїнського, налічувалося: 7 губернських, 46 повітових, 1009 волосних і 9248 сільс. ревкомів. У 5 губ., 51 повіті, 922 волостях і 6280 селах владу здійснювали виконкоми рад. 2 січ. 1920 Рада робітн. і сел. оборони прийняла постанову про ліквідацію ревкомів, проте в Україні ще тривалий час вони функціонували у місцевостях, де не було проведено виборів до рад чи наявність ревкомів зумовлювалася військовою необхідністю. Остаточно ревкоми в Україні ліквідовано в серед. 1921.